# 134 км (зупинний пункт)
134 кіломе́тр — пасажирський залізничний зупинний пункт Дніпровської дирекції Придніпровської залізниці на неелектрифікованій лінії Самар-Дніпровський — Леб'яже між станціями Кільчень (12 км) та Перещепине (7 км). Розташований в селі Олександрія Самарівського району Дніпропетровської області.

## Пасажирське сполучення
На платформі 134 км щоденно зупиняються дві пари приміських поїздів сполученням Дніпро — Берестин.